# Liste des monuments historiques du Lot
Cet article recense les monuments historiques du Lot, en France.

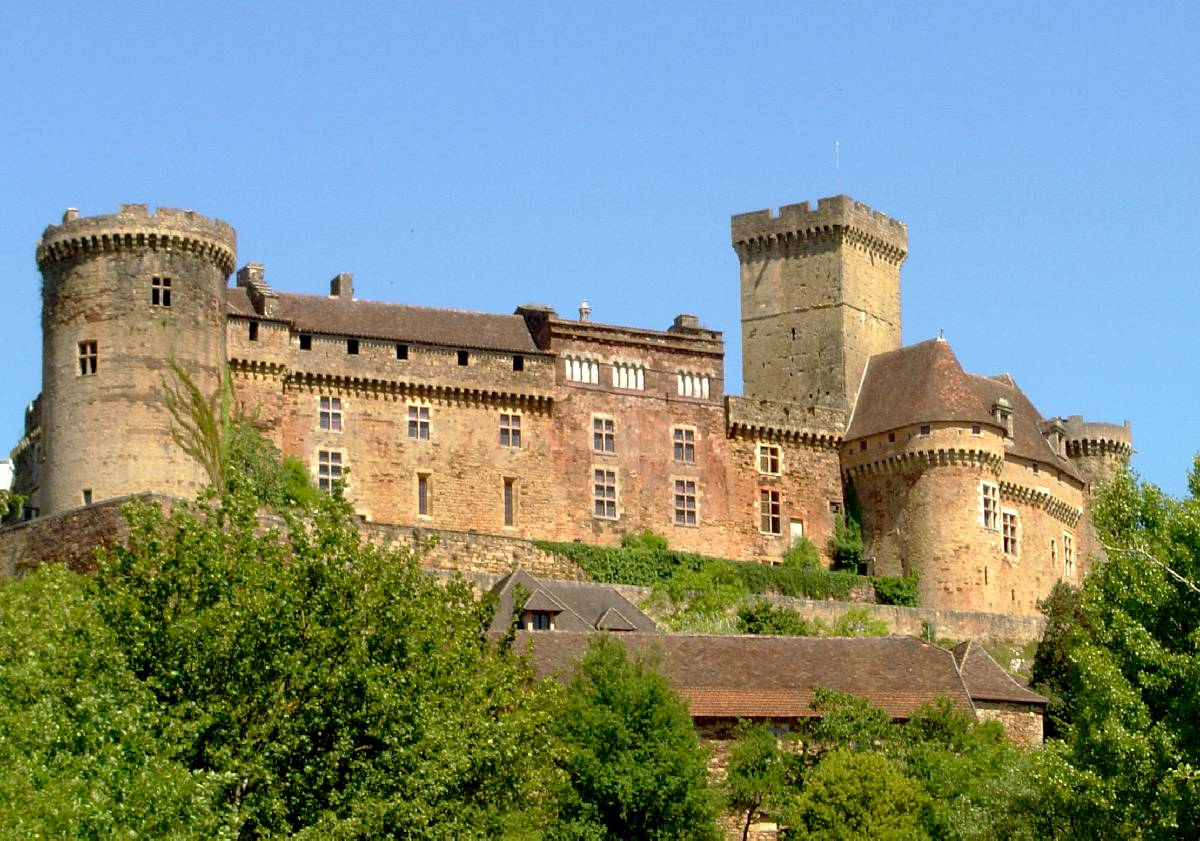
Château de Castelnau-Bretenoux (classé).

## Statistiques
Au 21 juillet 2025, le Lot compte 464 édifices comportant au moins une protection au titre des monuments historiques, dont 175 sont classés et 301 sont inscrits. Le total des monuments classés et inscrits est supérieur au nombre total de monuments protégés car plusieurs d'entre eux sont à la fois classés et inscrits.

## Liste
Pour des raisons de taille, la liste est découpée en deux :
- communes débutant de A à K : liste des monuments historiques du Lot (A-K) ;
- communes débutant de L à Z : liste des monuments historiques du Lot (L-Z).

Du fait du nombre de protections dans certaines communes, elles font l'objet d'une liste séparée :
- pour Cahors, voir la liste des monuments historiques de Cahors
- pour Figeac, voir la liste des monuments historiques de Figeac
- pour Rocamadour, voir la liste des monuments historiques de Rocamadour